# Torque-Teno-Virus
Das Torque-Teno-Virus 1 (englisch Torque teno virus 1, TTV-1 oder TTV1; Spezies Alphatorquevirus homin1) ist ein Virus aus der Familie Anelloviridae; die Spezies war (bis 2021) Typusart der Gattung Alphatorquevirus.
TTV-1 wurde 1997 von Toyohiko Nishizawa et al. im Serum eines Patienten mit Posttransfusionshepatitis entdeckt. Seitdem ist das Virus in zahlreichen Menschen, auch bei Gesunden, sowie bei Haustieren vielfach nachgewiesen worden. Eine spezifische Erkrankung konnte dem Virus bislang (Stand 2007) weder bei Mensch noch Tier zugeordnet werden.
Das TTV-1 ist unbehüllt. Das Genom besteht aus einer zirkulären Einzelstrang-DNA mit negativer Polarität und hat eine Länge von 3,8 bis 3,9 Kilobasen.
Mit Stand Mai 2024 es in der Gattung Alphatorquevirus vom International Committee on Taxonomy of Viruses (ICTV) offiziell bestätigt neben TTV-1 noch 25 weitere Spezies, darunter:
- Alphatorquevirus homin1 (mit TTV-1) bis Alphatorquevirus homin10 (mit TTV-10),
- Alphatorquevirus homin13 (mit TTV-13) bis Alphatorquevirus homin15 (mit TTV-15),
- Alphatorquevirus homin17 (mit TTV-17) bis Alphatorquevirus homin21 (mit TTV-21),
- Alphatorquevirus homin24 (mit TTV-24) und Alphatorquevirus homin29 (mit TTV-29);
- Alphatorquevirus homin31 (mit TTV-Hebei-1)
- Alphatorquevirus cerco1 (früher Torque teno chlorocebus virus 1) mit Simian TTV-30,
- Alphatorquevirus cerco2 (früher Torque teno chlorocebus virus 2) mit Simian TTV-34,
- Alphatorquevirus cerco3 (früher Torque teno chlorocebus virus 3) mit Simian TTV-31,
- Alphatorquevirus cerco5 (früher Torque teno chlorocebus virus 5) mit Simian TTV-32,
- Alphatorquevirus cerco6 (mit TTV-26) und Alphatorquevirus cerco7 (mit TTV-25)

## TTV als möglicher Surrogatmarker für den Grad einer Immunsuppression
Nach Organtransplantationen muss eine lebenslange medikamentöse Immunsuppression erfolgen, um eine Transplantatabstoßung zu verhindern. Die Immunsuppression geschieht typischerweise mit Calcineurininhibitoren (z. B. Tacrolimus), zum Teil in Kombination mit anderen modulierenden Wirkstoffen (z. B. MMF oder Glucocorticoiden). Um den Grad der Immunsuppression abzuschätzen, wird der Tacrolimusspiegel im Blut gemessen und durch Variation der Medikamentendosis auf ein bestimmtes Zielniveau eingestellt. In der klinischen Praxis hat sich jedoch gezeigt, dass dieser reine Zahlenwert den Grad der Immunschwächung offensichtlich nur ungenau abbildet. Daher wird seit längerem nach anderen Surrogatmarkern für die Stärke des Immunsystems gesucht. Ein Kandidat hierfür ist die TTV-Kopienzahl im Blut. Bei immunsupprimierten Patienten wird das Virus in großen Mengen produziert und ist im Blut messbar. Die Virusmenge kann somit als indirekter Marker für die tatsächliche Stärke des Immunsystems gelten (niedrige Virusmenge = starkes Immunsystem, hohe Virusmenge = schwaches Immunsystem). Erste klinische Studien bei Nierentransplantierten wurden aufgelegt.